# Edificio del Plata
El Edificio del Plata, en Buenos Aires, Argentina, fue sede de varias oficinas del del gobierno de esa ciudad y uno de los primeros grandes edificios públicos de arquitectura moderna de ese país. Su fachada vidriada (ostensible desde varios puntos de la  Avenida 9 de Julio) fue muy adelantada para su época, pese a que su construcción se demoró durante casi quince años.
Ocupa la manzana entera que está rodeada por las calles: Sarmiento, Teniente General Juan Domingo Perón, Carlos Pellegrini, y el pasaje Carabelas.

## Historia

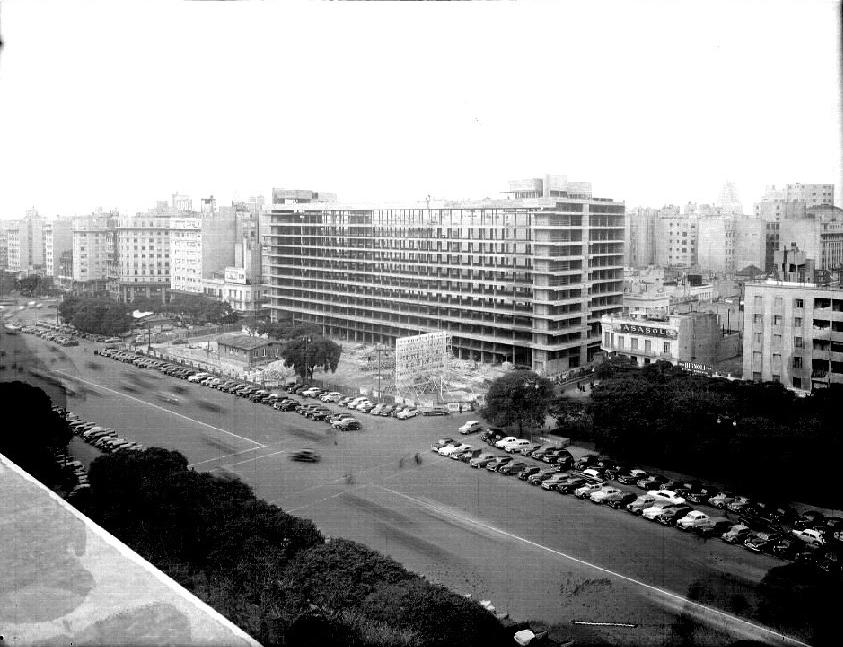
Estructura en construcción. (1954)

En el año 1947, la Municipalidad de Buenos Aires impulsó la construcción de un nuevo edificio destinado a oficinas de la Municipalidad de Buenos Aires en los pisos altos y mercado en la planta baja. Ya habían existido proyectos anteriores para reedificar el predio, pero ninguno había avanzado. El antiguo Mercado del Plata fue desalojado y demolido en 1950 para dejar paso a la construcción de este nuevo edificio, que se paralizó completamente en 1954, y luego se prolongó hasta el año 1961.
En el edificio, ubicado sobre la calle Carlos Pellegrini funcionó el Mercado del Plata y tras una larga construcción, en 1961 se inauguró como sede de varias oficinas del Gobierno de la Ciudad de Buenos Aires. Desde el momento de la inauguración, la planta baja fue ocupada por una sucursal del Banco Ciudad de Buenos Aires (antes Banco Municipal).
El nuevo Mercado del Plata fue inaugurado definitivamente el 23 de diciembre de 1962, por el Intendente Alberto Prebisch.Debido al notable retraso en la conclusión del mismo, el Mercado terminó desapareciendo al poco tiempo, por otra parte a causa de los cambios en las pautas de consumo y la progresiva desaparición de los mercados de Buenos Aires que seguiría en la segunda mitad del siglo XX.

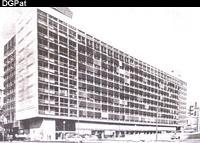
Nuevo Mercado del Plata, inaugurado en 1961

En 2012 el edificio tenía graves problemas de mantenimiento, goteras de vieja data, ascensores que no funcionan y ausencia de matafuegos. También se denunció la presencia de goteras que, desde 2011 provocan grandes charcos en el tercer subsuelo, hacen que el agua caiga en un oscuro y húmedo ambiente, sobre cientos de expedientes de permisos de obras de construcción. Roturas groseras en el piso de la terraza; conexiones eléctricas que parecen a punto de estallar; ascensores fuera de servicio y en mal estado de conservación; falta de matafuegos en sitios clave; peligrosos cables del sistema eléctrico al aire libre; la carpintería exterior deteriorada y oxidada.
En 2012, el Gobierno de la Ciudad de Buenos Aires de Mauricio Macri analizó la posibilidad de vender el Edificio del Plata para financiar la construcción del nuevo Distrito Gubernamental en Barracas.La legislatura aprobó la venta del Edificio del Plata el 20 de diciembre de 2012.
El edificio, que se levanta sobre el solar del antiguo Mercado del Plata (1865), fue proyectado entre 1947 y 1962 por los arquitectos Oscar Crivelli y Jorge Heinzmann y albergó durante más de cinco décadas diversas dependencias del Gobierno porteño, llegando a concentrar unos 3.500 empleados y miles de vecinos que realizaban trámites. Con el objetivo de financiar el nuevo Distrito Gubernamental en Barracas, la Legislatura porteña aprobó su venta el 20 de diciembre de 2012, mediante una ley que obtuvo 42 votos a favor y 16 en contra. El debate estuvo atravesado por cuestionamientos de la oposición, que denunció una valuación inferior a la de mercado y la ausencia de estudios patrimoniales. Tras el traspaso a manos privadas y la mudanza de las oficinas públicas, el edificio permaneció desocupado desde 2016 y su fachada fue cubierta por gigantografías publicitarias, lo que generó reclamos de comerciantes y vecinos por el deterioro del entorno urbano.
En 2016, fue adquirido el histórico Edificio del Plata —ubicado frente a la Plaza Miserere, en el barrio de Balvanera— en una subasta pública por 68 millones de dólares, con la intención inicial de trasladar allí las oficinas del Banco Hipotecario.
El dinero recibido fue utilizado para la construcción del nuevo Ministerio de Desarrollo Humano y Hábitat de la Ciudad de Buenos Aires, en el antiguo predio donde se emplazaba el Elefante Blanco (Villa Lugano).
Tras el impacto de la pandemia de COVID-19 y los cambios en la demanda de espacios corporativos, el proyecto se reconvirtió en un desarrollo mixto de usos residencial y comercial impulsado por el supermercadista Alfredo Coto y otros inversores. El masterplan, diseñado por el estudio de arquitectura BMA (Bodas–Miani–Anger), contempla la construcción de 720 departamentos de distintas superficies, locales comerciales en planta baja y espacios de amenidades, con una inversión estimada en 180 millones de dólares.

## Arquitectura
Se trató de un importante proyecto para la época debido a la complejidad de combinar en un mismo edificio dos sectores con actividades para nada relacionadas. Las oficinas serían distribuidas en un gran bloque de 8 pisos altos recorriendo el frente sobre las calles Pellegrini, Sarmiento y Cangallo, mientras el Mercado del Plata se quedaría con 2 subsuelos, pequeños locales en la planta baja también sobre el pasaje Carabelas y el entrepiso.
El 3º subsuelo, a la misma profundidad que el túnel de la línea C del subte de Buenos Aires, fue destinado a sala de máquinas. Los subsuelos 2º y 1º alojarían las cámaras frigoríficas, vestuarios, depósitos y una rampa de conexión con la Avenida 9 de Julio. En la planta baja irían 50 locales comerciales con acceso directo desde las calles, y un gran hall de ventas interior con 124 puestos desmontables armados con elementos prefabricados modulares. La conexión con el entrepiso se realizaría mediante escaleras mecánicas, y por dos pequeños halls en los dos extremos sobre la calle Carlos Pellegrini se ubicarían las circulaciones verticales independientes, conduciendo a las oficinas municipales.

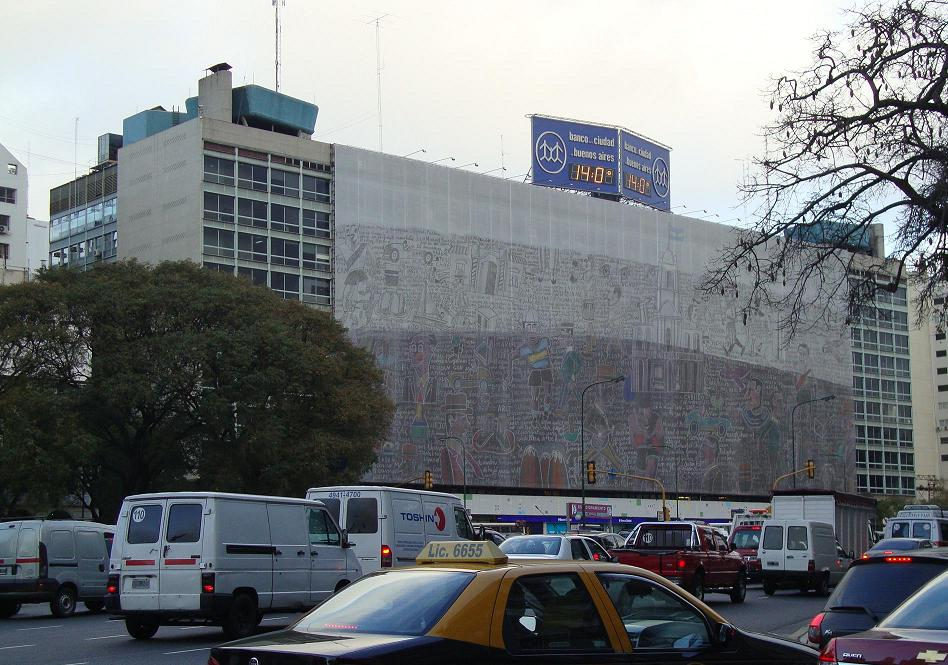
Gigantografía de “Los mitos de mi infancia”

En los 8 pisos superiores serían distribuidas las oficinas, con un total de 11320 m² de superficie útil. Las oficinas -al igual que los sanitarios- también serían armadas con módulos desmontables, con el objetivo de una fácil reorganización del espacio en función de necesidades futuras.
La fachada del edificio se destaca por ser completamente vidriada, con una doble capa de cristal con un espacio de aire intermedio, y por el uso de persianas plásticas regulables en los pisos de oficinas, a modo de brise soleils.
El edificio sufre variados y graves problemas de mantenimiento, desde riesgo estructural a grietas que generan goteras de lluvia; además de encontrarse completamente superado en su capacidad por la cantidad de expedientes, folios y carpetas de trámites municipales que se acumulan en sus archivos sin ningún tipo de orden.
El Gobierno porteño lo sacó a subasta con una base de 42 millones, y el empresario Eduardo Elsztain lo adquirió por 68.1 millones de dólares.

### Arte

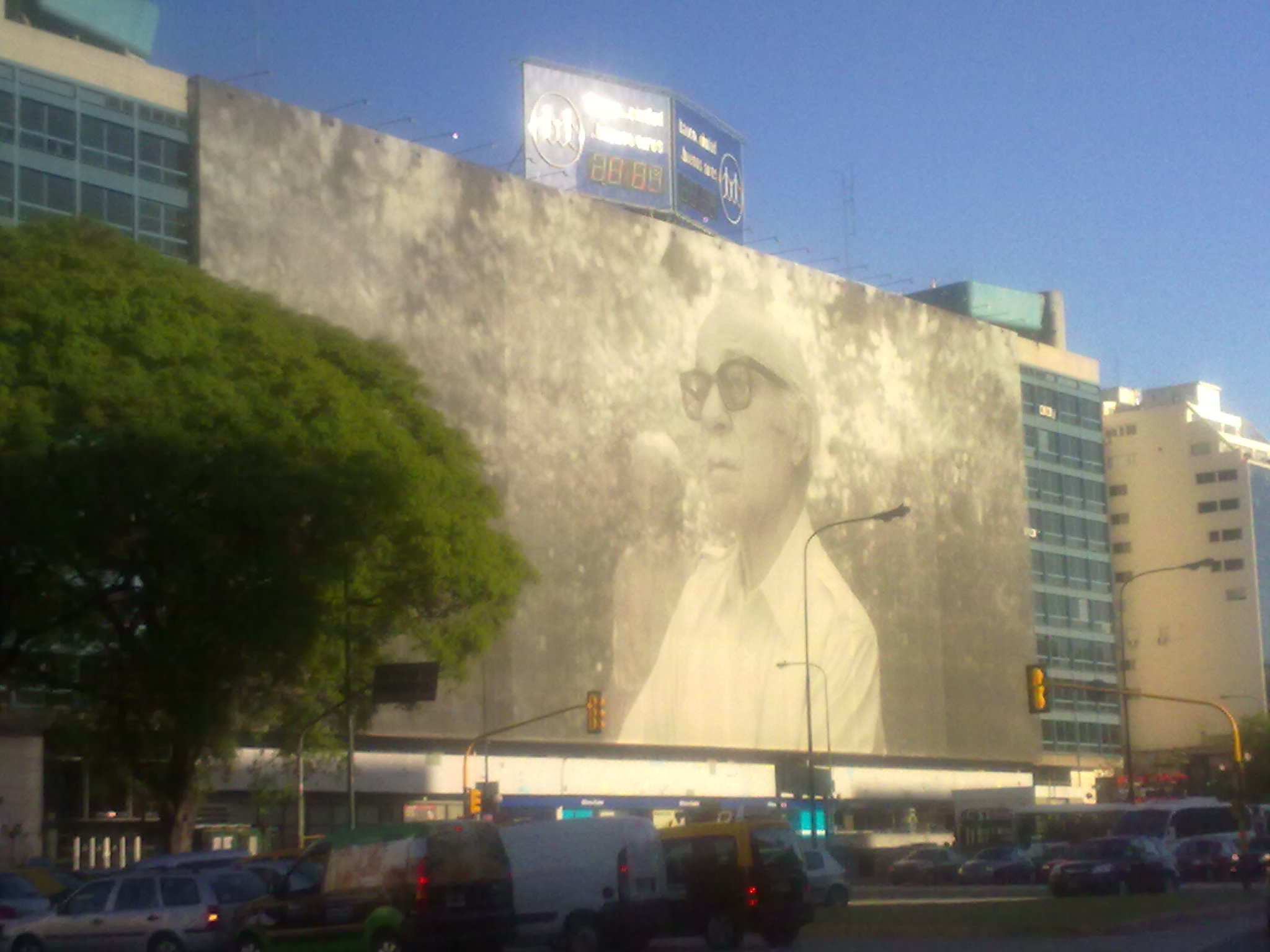
Gigantografía mostrando a Ernesto Sabato

Su fachada fue utilizada para colocar gigantografías desde 2008, entre ellas “Velocidad” (del artista Fabián Burgos), “Siesta” (de Guillermo Ueno), “Ventana” (de Max Gómez Canle), “Terraza” (del fotógrafo Marcos López), “Los mitos de mi infancia” (de Antonio Seguí), y en 2013; una gigantografía del electo en ese año, Papa Francisco.